# Omrí
Omrí (en hebreo: עמרי ‘Omrī) fue un exitoso militar, rey del Reino de Israel y fundador de la Casa de Omri, una poderosa dinastía que gobernó durante cuatro generaciones y dio fin a una serie de guerras civiles por el trono que duró casi medio siglo.
Según el Tanaj (Antiguo Testamento) fue el sexto rey de Israel, otros monarcas de la Casa de Omri son Acab, Ocozías, Joram y Atalía. Al igual que su predecesor, el rey Zimri, que gobernó durante solo siete días, Omri es el segundo rey mencionado en la Biblia sin una declaración de su origen tribal. Una posibilidad, aunque no probada, es que perteneciera a la tribu de Isacar.

## Antroponimia
El nombre "Omri" en sí es desconcertante para los eruditos. Su etimología es incierta y las teorías han propuesto un origen en varias lenguas semíticas. El Tanaj menciona a tres personas más llamadas Omrí, aparentemente sugiriendo un origen israelita para el nombre. Si Omrí, y por extensión su nombre, fueran de origen israelita, se han propuesto varias etimologías hebreas para 'Omrī: incluido un hipocorismo del nombre personal no comprobado 'Omryah (עמריה "siervo de Yah"), y una derivación del verbo 'āmar (עָמַר) que significa "atar, unir".

## Historicidad
Fuentes extrabíblicas como la Estela de Mesa (850 a. C.) y el Obelisco negro (827 a. C.) mencionan su nombre.
Sin embargo, el Obelisco Negro no se refiere a la persona misma de Omrí sino a la dinastía que lleva su nombre.
Por ello, una hipótesis minoritaria, propuesta por Thomas Thompson y Niels Peter Lemche (1945-), sugiere que Omrí puede ser un nombre dinástico que indica al ancestro común de los reyes de Israel en lugar de un soberano histórico.
Algunos investigadores actuales creen que este monarca fue el creador del primer estado israelita en Palestina, mientras que el  reino de Judá solo alcanzó la condición de estado más tarde, parcialmente por la acción de los soberanos de Israel. Pero la mayoría de los arqueólogos consideran que Judá surgió al mismo tiempo, y proponen un núcleo del relato bíblico de la Monarquía Unida.
La estela de Mesa indica que Omrí expandió sus posesiones para incluir el norte de Moab al este del río Jordán. Hace referencia a la opresión de Moab por «Omrí, rey de Israel». Israel se identificaría más tarde en las fuentes como la «Casa de Omrí» 
y el término «Israel» se usa cada vez menos. El otro término que define a Israel es Samaria. 
La Estela de Tel Dan, la Estela de Mesha, el Obelisco Negro de Salmanasar, y evidencias directas de excavaciones, juntas muestran un cuadro de los reyes omridas rigiendo un estado rico, poderoso y cosmopolita, extendiéndose desde Damasco hasta Moab, y erigiendo unas de las más grandes y más bellas construcciones de Israel de la Edad de Hierro.
La estela de Mesa fechada alrededor del 840 aC, se erigió como testimonio cuando el rey moabita (Mesha) se rebela contra Israel (gobernada por Omrí e hijos) y los derrota atacando su palacio y ofreciendo los cálices de Yahweh (Dios de Israel) a Quemos (dios de Moab).
Más tarde, un rey no identificado (eruditos consideran que fue Hazael) cuenta cómo Israel (Samaria) había invadido su país (Aram-Damasco) en los días de su padre, y cómo el dios Hadad lo nombró rey, marchó con él contra Israel. Erigió una monumental inscripción aramea descubierta en Tel Dan después de derrotar a los reyes Joram de Samaria y Ocozías de Judá [Casa de David]. La Biblia indica que con la muerte de Joram, la dinastía Omrí desaparece.
Existen tres cronologías para la época de los reyes que situarían su reinado en los siguientes períodos: La propuesta de Edwin R. Thiele (888 - 880 a. C. para su disputa dinástica con Tibni y 880-874 a. C. para su reinado propiamente dicho); la de William Foxwell Albright (876-869 a. C.); y la propuesta por Gershon Galil (884-873).

## En la Biblia

### Ascenso al trono
Era "comandante del ejército" de Ela, cuando éste fue asesinado por Zimri quien usurpó el trono y se nombró rey; sin embargo, las tropas en Gibetón eligieron a Omrí como rey de Israel para destronar a Zimri. Asedió la capital Tirsa donde se encontraba Zimri y consiguió la victoria tras el suicidio de este en su propio palacio.
Si bien Zimri fue eliminado, "la mitad del pueblo" apoyaba a Tibni, otro aspirante al trono, hijo de Guinat. Le tomó a Omrí algunos años subyugar a Tibni y, finalmente, se proclamó a sí mismo rey indisputado de Israel en el 31.eɽ año de Asa, rey de Judea.

### Reinado

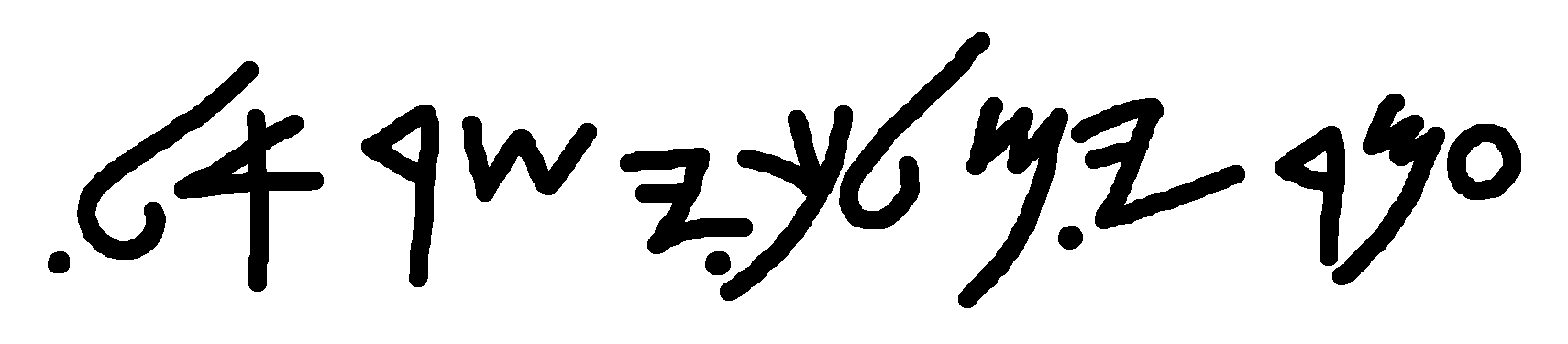
Inscripción en la estela de Mesha
"Omrí, rey de Israel, humilló a Moab muchos días".

Omrí construyó su nueva capital, Samaria, en una colina comprada a un tal Sémer por dos talentos de plata (cerca de 68 kilos). Según lo descrito en el mencionado libro bíblico, fue un rey pecador al igual que sus antecesores, edificando y manteniendo lugares de culto a dioses ajenos a Yahvé.
A partir de Omrí, se establece una nueva dinastía en Israel que perdurará hasta el reinado de Joram y, según algunas interpretaciones, hasta el de Zacarías si, como señala una inscripción asiria, Jehú era miembro de la misma. Existen numerosos testimonios arqueológicos de esta dinastía, en especial en relación con su nueva capital, cuyo nombre vendrá a ser sinónimo del reino.
Omrí fue enterrado en Samaria y lo sucedió en el trono su hijo Acab.